# Nonanonitrilo
El nonanonitrilo, conocido también como n-octilcianuro, pelargonitrilo, octilcianuro o 1-cianooctano, es un nitrilo de fórmula molecular C9H17N.

## Propiedades físicas y químicas
A temperatura ambiente, el nonanonitrilo es un líquido transparente de color amarillo o anaranjado.
Tiene su punto de ebullición a 224 °C y su punto de fusión a -34 °C. Menos denso que el agua (0,821 g/cm³), es muy poco soluble en ésta, apenas 70 mg/L. El valor del logaritmo de su coeficiente de reparto, logP = 3,12, indica que es mucho más soluble en disolventes apolares —como el octanol— que en agua.
En fase gaseosa, el nonanonitrilo es 4,6 veces más denso que el aire.
En cuanto a su reactividad, este nitrilo es incompatible con agentes oxidantes.

## Síntesis y usos
El nonanonitrilo se obtiene al tratar 1-octanol con una mezcla de NaCN, N-(p-toluenosulfonil)imidazol (TsIm) y trietilamina en presencia de un catalizador de yoduro de tetra-n-butilamonio (TBAI) en DMF a reflujo; con este procedimiento se alcanza un rendimiento del 89%.
Este nitrilo puede ser también sintetizado a partir del 1-octilisocianuro mediante termólisis en fase vapor (a 520-550 °C y a una presión de 10-2 torr) o termólisis de flujo de contacto corto (a 350 °C).
Otra vía de síntesis proviene de la reacción entre N-nonilidenohidroxilamina y sulfito de di-2-piridilo, actuando este último como agente de deshidratación, deshidrosulfurización y sulfonación.
Una forma alternativa de producir nonanonitrilo consiste en tratar el correspondiente ácido hidroxámico—N-hidroxinonanamida— con tribromuro de fósforo en una disolución de benceno.
Asimimsmo, la reacción entre 2-pridilcianato con un reactivo de Grignard —bromuro de N-octilmagnesio— también permite sintetizar nonanonitrilo con un rendimiento en torno al 94%.
La hidrogenación a 90 °C del nonanonitrilo, usando como catalizador níquel Raney basificado y cromo, permite obtener 1-nonanamina.
Por otra parte, este nitrilo ha sido utilizado como estándar en la determinación de un método cuantitativo para la medida de nitrógeno orgánico en aerosoles de atmósferas urbanas.
También ha sido estudiada, mediante simulaciones de Monte Carlo, la adsorción de nonanonitrilo en una superficie agua: mientras que a bajas concentraciones los enlaces de hidrógeno del nitrilo están preferentemente inclinados em relación a la interfase, cuando la capa de adsorción está saturada, los enlaces están orientados perpendicularmente a la interfase.

## Precauciones
El nonanonitrilo es un producto combustible que tiene su punto de inflamabilidad a 81 °C.
Al arder libera gases tóxicos tales como óxidos de nitrógeno, monóxido de carbono y cianuro de hidrógeno.
Debe evitarse su contacto con piel y ojos ya que provoca irritación.